# Israel Ochoa
Israel Antonio Ochoa Plazas (* 26. August 1964 in Paipa) ist ein ehemaliger kolumbianischer Straßenradrennfahrer.
Israel Ochoa begann seine Karriere 1992 bei dem kolumbianischen Radsportteam Gaseosas Glacial. In der Saison 1996 gewann er die Gesamtwertung beim Clásico RCN, im nächsten Jahr war er bei der Vuelta a Boyacá (auch 2003 und 2006) erfolgreich und 1998 wurde er Gesamterster bei der Vuelta a Cundinamarca. 1997 siegte er im Gran Caracol de Pista, dem damals bedeutendsten internationalen Bahnrennen in Südamerika. Im Jahr 2000 fuhr er für die Mannschaft Aguardiente Néctar-Selle Italia, wo er kolumbianischer Meister im Zeitfahren wurde. In der Saison 2002 gewann Ochoa eine Etappe bei der Vuelta a Colombia. Im nächsten Jahr gewann er ein Teilstück beim Clásica del Meta und eine Etappe bei der Vuelta a Boyacà, wo er auch die Gesamtwertung für sich entschied. 2004 wurde er kolumbianischer Meister im Zeitfahren und im Straßenrennen. Außerdem gewann er eine Etappe beim Doble Copacabana Grand Prix Fides, sowie eine Etappe und die Gesamtwertung bei der Vuelta a Costa Rica. In der Saison 2005 war er auf dem ersten Teilstück des Gran Premio Mercanapro erfolgreich und konnte so auch die Gesamtwertung für sich entscheiden. Weiterhin gewann er Etappen bei der Vuelta a Boyacà, beim Clasica del Meta, bei der Vuelta a Antioquia und beim Doble Copacabana Grand Prix Fides. 2006 gewann Ochoa erneut eine Etappe und die Gesamtwertung bei der Vuelta a Boyacà. Im nächsten Jahr gewann er je eine Etappe beim Clásica Club Deportivo Boyacá und bei der Vuelta a los Santanderes, sowie zwei Teilstücke beim Clásico RCN. In der Saison 2008 war er bei der ersten Etappe der Clásica Ciudad de Girardot erfolgreich und er wurde wieder kolumbianischer Zeitfahrmeister.

## Erfolge
2000
- Kolumbianischer Meister – Einzelzeitfahren

2002
- eine Etappe Vuelta a Colombia

2004
- eine Etappe Doble Copacabana Grand Prix Fides
- Kolumbianischer Meister – Einzelzeitfahren
- Kolumbianischer Meister – Straßenrennen
- eine Etappe und Gesamtwertung Vuelta a Costa Rica

2005
- Mannschaftszeitfahren und eine weitere Etappe Doble Copacabana Grand Prix Fides

2008
- Kolumbianischer Meister – Einzelzeitfahren

2009
- eine Etappe Vuelta al Ecuador

## Teams
- 1992 Gaseosas Glacial
- 1993 Gaseosas Glacial
- 1994 Gaseosas Glacial
- 1995 Gaseosas Glacial
- 1996 Glacial-Selle Italia
- 1997 Lotería de Boyaca
- 1998 Lotería de Boyaca

- 2000 Aguardiente Néctar-Selle Italia